# 草野遥
草野 遥（くさの はるか、1991年（平成3年）9月21日- ）は、熊本県を中心に活動するローカルタレント・MC・リポーター。

## 略歴
熊本県鹿本郡鹿北町（現:山鹿市）に3人兄弟の長女として生まれる。2019年の時点でも鹿北町在住であった。
大学4年時に1年程中国・天津市の大学に留学。
留学中に母親が熊本放送（RKKラジオ）「ミミーキャスター」の公募に勝手に応募。オーディションに合格し、大学卒業後「ミミーキャスター」41期生として、2014年4月から2017年3月まで活動した。
「ミミーキャスター」卒業直後、同年開始の同局（RKKテレビ）のテレビ番組「土曜の番組」にリポーターとしてしばらく出演したのち、2018年（平成30年度）には1年間宝くじ「幸運の女神」を務める。
任期終了後「土曜の番組」に復帰、それ以外にも活動の幅を広げつつ、2025年現在も熊本放送の番組を中心に活動している。
私生活では、2020年頃に結婚。3児の母であり、これに絡んでのレギュラー番組もある。

## 人物・エピソード
趣味は旅行、コップを集めること、特技はフラダンス、弓道等。
大学4年時に留学した中国では、学生等に日本語を教えるボランティアを行っていたという。
また中国で見たトイレの風景に「日本と全然違う」と興味がわき、大学の卒論テーマを「中国のトイレ」にした。
余談だが、草野在籍当時「ミミーキャスター」には先輩の岩本実希を筆頭に比較的高身長の者が多く、2015年度に至っては身長163cmの草野ですら小柄な部類であった。

## 現在出演番組等

### ラジオ
RKKラジオ
- トラパラ（2019年8月3日 - ）
- 塚原まきこの福ミミらじお - 「やっぱりウエスト すいすいの水曜リクエスト！」リポーター（2019年4月3日 -  ）

### テレビ
RKKテレビ
- 土曜の番組→水曜だけど土曜の番組（2017年4月 - 2020年8月15日[6]、2021年4月24日 - 2022年10月、2023年5月 - 2025年2月[註釈 6])
- プリティーウーマン 素敵なママたちへ
  - ミミーキャスターの先輩（32期OG）である加納麻衣から引き継ぐ。

### CM

#### ラジオCM
- 熊本日野自動車（日野・デュトロ）

#### テレビCM
- 熊本日産自動車（日産・デイズと日産・ルークスのローカルCM）
- レデモ
- 熊本県国保ヘルスアップ支援事業　※まさやんと共演
- 阿蘇くまもと空港国際線復興協議会　※まさやん、水上清乃と共演

## 過去の出演番組等

### ラジオ
RKKラジオ
- 居酒屋英太郎 - 隔週出演の『アルバイト』のひとり（ミミー時代・2014年5月-2017年3月）[8]

FM大分
- トラバラ（2020年2月14日、上記「トラパラ」とのコラボ特番[9]）

### テレビ
- RKKテレビ
  - 週刊山崎くん（2017年・2019年）

テレビCM
- 月刊タウン情報クマモト[10]

### その他
- 2019 ミス日本酒・熊本[5](2019年)
- 平成30年度宝くじ幸運の女神（2018年）[4]